# Phoenicoprocta mexicana
Phoenicoprocta mexicana är en fjärilsart som beskrevs av Walker 1864. Phoenicoprocta mexicana ingår i släktet Phoenicoprocta och familjen björnspinnare. Inga underarter finns listade i Catalogue of Life.